# Museu Marítimo Nacional (Coreia do Sul)

Foto fachada Museu Marítimo Nacional da Coreia do Sul localizado em Yeongdo-gu, Busan, na Coreia do Sul

O Museu Marítimo Nacional é um museu marítimo localizado em Yeongdo-gu, Busan, na Coreia do Sul. O museu foi inaugurado em 9 de julho de 2012.
O museu abriga mais de 12.000 relíquias marítimas, incluindo o ‘Navio das Missões de Joseon’ que é a maior réplica na Coreia do Sul - a metade do tamanho do navio real.

## Panorama do projeto[3]
A necessidade de construir um museu marítimo abrangente foi levantada a fim de aumentar o potencial da nação, criando uma instituição de referência que reflete a história marítima da nação.
Permitir que as pessoas obtenham uma compreensão do mundo marítimo de uma forma abrangente e sistemática por meio da coleta, pesquisa e exibição de relíquias marítimas.
Ativar a economia regional promovendo a indústria do turismo marítimo.

## Resumo do Projeto[3]
Duração do projeto: Dezembro 2009 - Julho de 2012
Localização: 301-45 (Dongsam-dong), Haeyang-ro, Yeongdo-gu, Busan
Tamanho do local: 45.444㎡, área total de 25.870㎡ (4 andares acima do solo e 1 embaixo)
Tipo de construção: Investimento civil para aluguel (BTL: Build-Transfer-Lease)

## Linha Cronológica[3]

### 2006
Dezembro: Estudo de viabilidade preliminar para o projeto de criação do Museu Marítimo Nacional da Coreia (B/C = 1,44). O museu foi declarado um projeto BTL de 2007 durante a resolução sobre o orçamento nacional da Coreia pelo congresso.

### 2007
Maio: Foi instituído o Comitê Consultivo para a construção do Museu Marítimo Nacional da Coreia.
Setembro: Foi feito o estudo de viabilidade e elegibilidade e o plano básico das instalações. Foi anunciado o plano básico das instalações do Museu Marítimo Nacional da Coreia.

### 2008
Junho: Foi anunciada a empresa responsável pela construção do Museu Marítimo Nacional da Coreia. (Nome provisório: Maritime Culture Co., Ltd., Taeyeong Consortium)
Agosto: As negociações para a conclusão do acordo de execução foram iniciadas. 

### 2009
Julho: Acordo sobre a construção do Museu Marítimo Nacional da Coreia foi concluído
Dezembro: Os planos para a construção do Museu Marítimo Nacional da Coreia foram aprovados (18 de dezembro) e a construção começou (31 de dezembro).

### 2012
Abril: A construção foi concluída.
Maio: Os direitos de operação e gerenciamento iniciados.
Julho: O Museu Marítimo Nacional da Coreia é inaugurado.

## Sobre o Museu[3]
O Museu Marítimo Nacional da Coreia foi fundado para desenvolver uma cultura global e voltada ao oceano que demonstra o valor escondido do oceano e que expõe uma visão cheia de esperança para o futuro marítimo.
Sua arquitetura amigável ao meio ambiente e seu design incorporam o futuro de mares e seres humanos sustentáveis. O Museu Marítimo Nacional da Coreia se torna um lugar feliz para pessoas conhecerem e se engajarem com o mar. No Salão da Vida Marinha, há animais marinhos vivos no ambiente de aquário 3D dos mares vivos.
O Museu Marítimo Nacional da Coreia está ativamente envolvido em uma grande variedade de projetos de preservação marinha, como salvar a vida marinha selvagem e habitats. Além disso, exposições especiais sobre o mar e o meio ambiente e apresentações com performances dinâmicas são realizadas no Salão de Experiência.
O Museu Marítimo hospeda uma variedade de exposições permanentes de alta qualidade e especiais que qualquer um pode aproveitar e aprender sobre o oceano e a vida marinha. Pode-se, certamente, deparar-se com mares mais amigáveis e vivos no Museu Marítimo Nacional da Coreia.
Os humanos passaram o tempo e coexistiram com o oceano. Dessa maneira, o Museu Marítimo Nacional da Coreia conta as histórias do mar onde o passado, o presente e o futuro coexistem e apresenta uma série de exposições temáticas permanentes e especiais, onde os visitantes podem aprender o enorme valor dos oceanos e desfrutar da interação com eles.
Os coreanos sempre usaram sabiamente o oceano como recurso e os oceanos estão intimamente alinhados com a cultura coreana. Com as valiosas relíquias coreanas e estrangeiras, pode-se descobrir histórias sobre o mar coreano escondido por 5.000 anos.
O Museu Marinho Nacional da Coreia permite que os visitantes aprendam a história dos mares coreanos nunca antes conhecida e percebam o poder dela.
O oceano sempre nos incentivou a progredir e a buscar desafios e o Museu Marítimo Nacional da Coreia se dedica à pesquisa para promover a cultura marinha e desenvolver a indústria para o futuro sustentável do mar e da humanidade de forma conjunta, esforçando-se para o desenvolvimento da indústria marinha.
O Museu Marítimo Nacional coreano coleta e divulga livros, periódicos acadêmicos e materiais digitais de vários tópicos da indústria marinha, desde cultura marinha, história e ciência até evidências arqueológicas.
Além disso, o Museu Marítimo Nacional da Coreia abre novas possibilidades no mar abre novas possibilidades para o mar, desde a demonstração do poder econômico e da produtividade do oceano até a sua condução para uma fusão criativa com a ciência.
Na nova era de um futuro marinho, as infinitas possibilidades e visões apresentadas podem ser experienciadas pelo público a partir da Coreia do Sul, que é uma nação de potência marítima. O Museu Marítimo Nacional da Coreia foi criado para realizar um belo futuro onde a humanidade e o mar coexistem pacificamente.